# المحلل
المحلل أو كما يعنون: خطاب موجه إلى عالم رياضيات ملحد. حيث يتم فحص ما إذا كان الكائن والمبادئ والاستدلالات من التحاليل الحديثة هي أكثر تصور واضح، أو أكثر استخلاصا من الواضح، من الألغاز الدينية ونقاط الإيمان، وهو كتاب نشره جورج بيركلي في عام 1734. ويعتقد أن الرياضي الملحد قد يكون إدموند هالي أو السير اسحق نيوتن. وفي الحالة الأخيرة، لكان أي رد ممكن حيث توفى نيوتن عام 1727.

## الغرض
من الأيام الأولى له ككاتب، كان بيركلي يستخدم قلمه الساخر لمهاجمة ما كانوا يسمون آنذاك ب«المفكرين الأحرار»(العلمانيون والمشككين والماديين ووالملحدين وما إلى ذلك - باختصار، أي شخص يشكك في حقائق الدين المسيحي الواردة و/ أو دعا إلى انتقاص الدين في الحياة العامة-).و في عام 1732، في آخر قسط في هذا الجهد، نشر بيركلي Alciphron له - سلسلة من الحوارات الموجهة إلى أنواع مختلفة من «المفكرين الأحرار»-.و كان واحدا من أمثلة بيركلي موجهة للعالم العلماني الذي تجاهل الروحانية المسيحية وأسرار وخرافات لا لزوم لها، وأعلن عن ثقته في العقل البشري من اليقين والعلم. ضد حججه، شن بيركلي دفاع بارع لصحة وفائدة هذه العناصر من الايمان المسيحي.
كان Alciphron يقرأ على نطاق واسع وتسبب نوعا من في احداث ضجة. ولكنه كان تعليقا مرتجلا يسخر من حجج بيركلي من قبل الفلكي الملكي «المفكر الحر» السير ادموند هالي الذي دفع بيركلي لالتقاط قلمه مرة أخرى وحاول مسارا جديدا. وكانت النتيجة المحلل، الذي صمم لمهاجمة أسس الرياضيات بنفس الحماس والأسلوب والحقائق التي استعملها المفكرين الأحرار لمهاجمة الحقائق الدينية بشكل روتينى.
و قد حلل بيركلي الرياضيات، وكشف الثغرات العديدة في إثبات ومهاجمة استخدام infinitesimals وقطر الوحدة المربعة ووجود أعداد كبيرة وما إلى ذلك.و كانت النقطة العامة عدم السخرية من علماء الرياضيات أو الرياضيات نفسها (بيركلي نفسه كان عالم رياضيات في شبابه)، وإنما لإظهار أن علماء الرياضيات - مثل المسيحيين - يعتمدون على أسرار غامضة في أسس تفكيرهم. وعلاوة على ذلك، فإن وجود هذه الخرافات لم يكن قاتلا للتفكير الرياضي، بل كان في الواقع معونة. كذلك هو الحال مع ايمان المسيحيين وأسرارهم. وخلص بيركلي أن اليقين في الرياضيات لا يزيد عن اليقين من الدين.